# Veterstrikdiploma

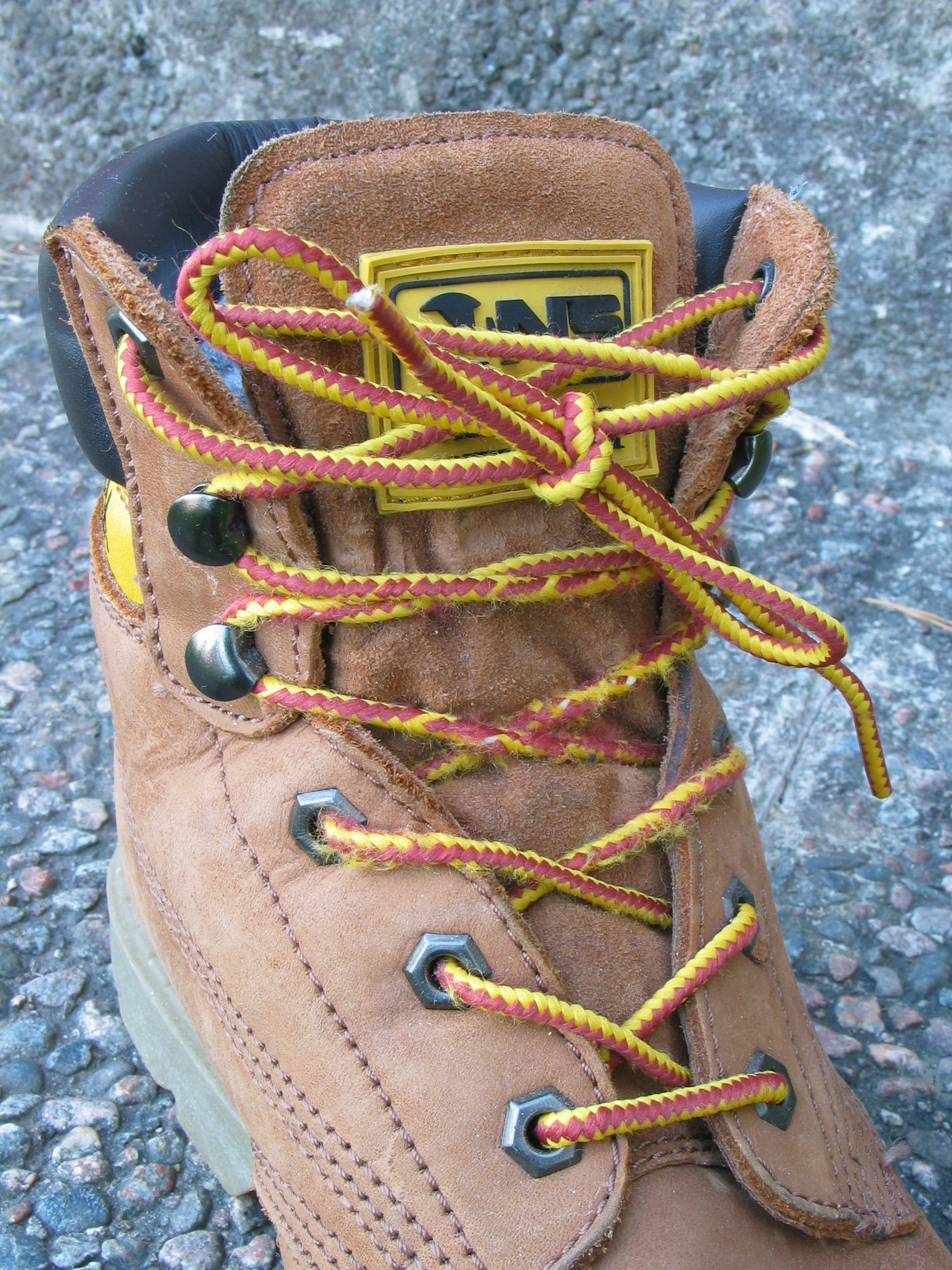
Kruislings geregen veter

Het veterstrikdiploma (ook wel veterdiploma of strikdiploma) is een diploma dat kinderen, in Nederland, van 5 of 6 jaar in groep 2 van de basisschool kunnen halen. In Vlaanderen wordt dit behaald in de kleuterschool. Daartoe moeten de kinderen zelfstandig in staat zijn de veters van hun schoenen te strikken.
Het veterdiploma is vaak het eerste diploma dat een kind haalt en heeft daarom een belangrijke pedagogische betekenis. Het kind maakt kennis met 'officieel' leren en de rituelen die daarbij horen.
Het woord veterstrikdiploma wordt soms overdrachtelijk gebruikt om een diploma te omschrijven waaraan weinig waarde wordt toegekend.